# Dimorphocalyx bulusanensis
Dimorphocalyx bulusanensis är en törelväxtart som först beskrevs av Adolph Daniel Edward Elmer, och fick sitt nu gällande namn av Airy Shaw. Dimorphocalyx bulusanensis ingår i släktet Dimorphocalyx och familjen törelväxter.
Artens utbredningsområde är Filippinerna. Inga underarter finns listade i Catalogue of Life.